# Jesse Frederik
Jesse Frederik (1989) is een Nederlandse onderzoeksjournalist en economieredacteur.

## Biografie
Na het behalen van het havo-diploma in 2006 studeerde Frederik korte tijd pedagogiek, de lerarenopleiding geschiedenis en wijsbegeerte. Vanaf 2011 werkte hij als autodidact voor Follow the Money en schreef Frederik vaak over de financiële schandalen en deed onderzoek naar de achtergronden ervan. Bij Follow the Money schreef hij samen met Eric Smit een artikel Derivatendrama dat gepubliceerd werd in de Volkskrant. Het artikel werd in maart 2013 bekroond met journalistenprijs De Tegel in de categorie 'Achtergrond". Sinds 2013 schrijft hij een economie-column voor De Groene Amsterdammer. Eind 2014 vertrok hij naar De Correspondent. Samen met Rutger Bregman maakt Frederik sinds 28 mei 2016 de podcast De Rudi & Freddie Show voor De Correspondent die hij vanaf 2023 na een verhuizing van Bregman naar New York voortzette als De Jesse Frederik Show.
In 2015 schreef hij samen met Rutger Bregman het essay voor de Maand van de Filosofie, Waarom vuilnismannen meer verdienen dan bankiers.
In 2018 kreeg hij de aanmoedingsprijs van De Loep voor zijn artikel Het absurde Nederlandse boetebeleid: 18.733 celstraffen voor onverzekerde auto’s (die in de garage staan).
Op 9 februari 2021 werd zijn boek Zo hadden we het niet bedoeld over de toeslagenaffaire gepubliceerd. In de aanloop naar de verhoren van de Parlementaire ondervragingscommissie Kinderopvangtoeslag was een voorpublicatie van de eerste hoofdstukken al in november 2020 verschenen. Voor zijn boek ontving Frederik de Anne Vondelingprijs.

## Bestseller 60
| Boeken met noteringen in de Nederlandse Bestseller 60 | Jaar van verschijnen | Datum van binnenkomst | Hoogste positie | Aantal weken | Opmerkingen                        |
| ----------------------------------------------------- | -------------------- | --------------------- | --------------- | ------------ | ---------------------------------- |
| Waarom vuilnismannen meer verdienen dan bankiers      | 2015                 | 01-04-2015            | 3               | 8            | in samenwerking met Rutger Bregman |
| Zo hadden we het niet bedoeld                         | 2021                 | 17-02-2021            | 2               | 3            |                                    |